# Catch 22 (roman)
 (octobre 2017).
Si vous disposez d'ouvrages ou d'articles de référence ou si vous connaissez des sites web de qualité traitant du thème abordé ici, merci de compléter l'article en donnant les références utiles à sa vérifiabilité et en les liant à la section « Notes et références ».
Pour les articles homonymes, voir Catch 22.
Catch 22 (titre original en anglais : Catch-22) est un roman de Joseph Heller publié en 1961 aux États-Unis et en 1964 en France. Il raconte l'histoire d'une escadrille d'aviateurs basée sur la petite île italienne de Pianosa pendant la Seconde Guerre mondiale.
Il figure à la 7e place dans la liste des cent meilleurs romans de langue anglaise du XXe siècle établie par la Modern Library en 1998.
La première traduction française de 1964 paraît sous le titre Attrape-nigaud.

## Description
Livre culte des pacifistes opposés à la guerre du Viêt Nam, Catch 22 est une satire féroce de l'armée, de la hiérarchie et de la Seconde Guerre mondiale et raconte l'épopée burlesque du capitaine Yossarian, navigateur-bombardier de bombardier B-25, héros tragi-comique, qui tente à tout prix de sauver sa vie en simulant la folie dans un monde qui a perdu la raison. Mais l'article 22 du règlement intérieur de la base prévoit que « Quiconque veut se faire dispenser d'aller au feu n'est pas réellement fou. » Ainsi, alors que quelqu'un en mauvaise santé mentale n'est pas obligé de prendre part aux missions aériennes, s'il fait état de cela en demandant à ne plus y prendre part, il montre sa bonne santé mentale et doit en conséquence y prendre part.
S'inspirant de son expérience personnelle, Joseph Heller dépeint au travers d'une galerie de personnages délirants et dans un style percutant et caustique un univers déboussolé et absurde où la guerre oppose moins Américains et Allemands que les Américains entre eux.

## Galerie de portraits des protagonistes deCatch 22
Joseph Heller brosse une série de portraits-charge des militaires (qu'il s'agisse d'appelés enrôlés pour la durée de la guerre ou de militaires de carrière) de l'escadrille fictive basée à Pianosa : cyniques, calculateurs, minés par le stress, désabusés, avides de gloire, pas vraiment sains d'esprit en dépit des apparences, voire ouvertement « déjantés ».
Leurs actions portent la marque de l'absurdité contenue dans le titre du roman et leurs noms de famille (truffés de jeux de mots) sont souvent choisis de manière à faire ressortir leurs traits de caractère les plus marquants.
- Orr (jeu de mots sur « oar », un « aviron » en français) est un pilote malchanceux (peut-être volontairement) qui a l'habitude regrettable de systématiquement se crasher en mer et de rentrer (parfois de bien plus loin que ne l'autoriserait le rayon d'action d'un B25) sans se presser, à la pagaie, en navigateur solitaire, à bord du dinghy gonflable de sauvetage de son B25. Pour échapper à l'absurdité militaire, il finit par pagayer jusqu'en Suède, un des rares pays neutres de la Seconde Guerre mondiale.
- L'infirmière Sue - Ann Duckett : petite amie de Yossarian, qu'elle a commencé par fuir au début du roman, elle incarne le « repos du guerrier » mais elle souhaiterait mettre fin à leur relation. En effet depuis qu'elle est devenue sa maîtresse, sa meilleure amie, la très prude infirmière Cramer, a cessé de lui parler. De plus, avide de promotion sociale, elle souhaiterait épouser un médecin et pense qu'une relation trop publique avec quelqu'un qui a « mauvais genre » risque de compromettre ses projets.
- Le colonel Cathcart : il commande le groupe opérationnel et son idée fixe est d'être promu général. Pour ce faire il met la pression sur ses hommes et augmente régulièrement le nombre de missions incluses dans un tour d'opération au grand désespoir de Yossarian qui espère pouvoir être mis en disponibilité de service de combat, mais qui voit le but reculer à chaque nouveau diktat du colonel Cathcart.
- L'aumônier Tapmann (en français « danseur de claquettes », renommé « aumônier Shipman », « matelot », dans l'édition anglaise) : c'est un anabaptiste, originaire de Kenosha (Wisconsin), homme naïf et bon qui va se retrouver dans une situation kafkaïenne par la faute de Yossarian. Celui-ci, chargé de censurer le courrier des soldats prend sa tâche totalement « par-dessous la jambe » et s'amuse à signer « Washington Irving » (ou « Irving Washington », c'est selon) les lettres qu'il ouvre et massacre. Un jour, pour faire une blague, il expédie au Major Major Major (cf. infra) une déclaration d'amour enflammée signée du révérend Tappman, ce qui déclenche une enquête des services de sécurité militaire (le CID) et aboutit à ce qu'il soit « cuisiné au troisième degré » par les hommes du CID et confesse ses « crimes » par esprit de sacrifice christique.
- Le Major Major Major (respectivement grade, prénom et nom de famille) : il commande l'escadron des « rampants » de la base de Pianosa. Son prénom est une plaisanterie pas très fine de son père et sa nomination au grade de Major est l'œuvre d'une machine IBM dotée du sens de l'humour. Sa promotion à ce grade, où il a atteint son niveau d'incompétence (cf. le Principe de Peter) lui vaut l'hostilité des hommes de troupe qui insinuent qu'il a été promu en raison de sa ressemblance avec l'acteur Henry Fonda, une ressemblance qui lui a fait développer un complexe d'infériorité car on le trouve « moins bien que le vrai ». Du coup il laisse le sergent Towser expédier les affaires courantes et s'isole totalement, édictant une note de service qui stipule qu'il est interdit de le rencontrer quand il est à son bureau et que les hommes sont priés de venir le voir uniquement quand il est absent.
- Mac Watt est le pilote du B25 dont Yossarian est le navigateur, c'est un de ses plus proches copains. Il est apparemment sain d'esprit (ce que Yossarian considère comme un signe de folie) mais en réalité il est miné par le stress et craque un beau jour où il décolle sans autorisation avec son B25, passe et repasse en rase-mottes au-dessus de l'île de Pianosa et pour finir, hache avec une de ses hélices un soldat nommé Kid Sampson qui faisait trempette sur une plage, n'en laissant que les deux jambes plantées dans le sable (que personne ne se donnera le mal d'enterrer chrétiennement). Miné par le remords il se suicide en écrasant son avion sur une colline.
- Le Lieutenant, puis colonel, puis général de brigade Scheisskopf (littéralement « tête de merde » en allemand, langue où ce n'est pas une insulte d'usage courant, contrairement à l'anglais « shithead »). Il est chargé de l'instruction militaire et il n'a qu'une idée en tête, prendre du galon, ce qu'il parvient à faire en organisant ad nauseam des défilés militaires avec un soin maniaque du détail, persécutant tout particulièrement Yossarian qui n'a rien d'un « mili-fana ». Absorbé par cette tâche il délaisse son épouse, qui prend sa revanche en faisant défiler les jeunes militaires dans son lit, en les partageant parfois avec sa meilleure copine Dori Duz, une nymphomane assumée. Yossarian, qui a commencé par bénéficier des faveurs de la seconde, finit par coucher aussi avec Mme Scheisskopf pour se venger des avanies que lui a fait subir le mari. Après l'acte sexuel ils bavardent ensemble et parlent religion. Tous deux s'avouent athées, mais tandis que Yossarian pose que le dieu qui n'existe pas est foncièrement cruel et vicieux, Mme Scheisskopf affirme au contraire qu'il est bienveillant.
- Le capitaine Aardvark (Oryctérope du Cap), abrégé en « Aarfy ». Au physique il est grassouillet et fumeur de pipe, et sur le plan moral c'est un arriviste dépourvu de réels sentiments humains (dont la peur, ce qui le rend socialement utile dans le contexte guerrier). Il assume les fonctions de navigateur à bord de l'appareil de Yossarian, mais uniquement quand il est guide de la formation. Il fait régulièrement des fautes de navigation énormes et se contrefiche de la Flak (la DCA), mettant l'escadrille de bombardiers dans des situations impossibles, même quand la mission est a priori un « milk run », un vol sans grand risque. Bien entendu cette attitude rend Yossarian fou furieux, au point de frapper Aardvark ce que ce dernier prend avec son habituelle indifférence. Lors d'une permission à Rome, il viole et tue Michaela, une innocente femme de chambre et quand Yossarian, furieux, lui demande pourquoi il a commis pareil crime au lieu de payer une prostituée, il explique avec le plus parfait détachement que ce n'est pas son style de payer. Son comportement inqualifiable est même validé lorsque surgit la police militaire, qui le laisse filer et arrête Yossarian, qui était en « fausse permission ».
- Milo Minderbinder (litt. « celui qui ligote les esprits ») : c'est l'officier d'intendance chargé du ravitaillement du mess de la base de Pianosa (poste équivalent à celui d'officier commis aux vivres dans la marine). Ce poste lui permet de faire de fructueuses affaires et d'encaisser des commissions et des dessous de table, mais en fait, Milo Minderbinder, qui est la vivante incarnation du capitalisme sans foi ni loi, va beaucoup plus loin que la moyenne des officiers d'intendance. Il a carrément privatisé les avions de son unité et fait peindre dessus le logo de sa société, M&M Enterprises (le « & » est là pour faire croire qu'il n'est pas le seul à encaisser les profits). Il s'est lancé dans l'import-export de denrées et marchandises diverses, y compris les plus saugrenues, comme des fèves de coton égyptien, et opère à l'échelle du bassin méditerranéen, voire au delà, recourant sans états d'âme au troc, à la corruption, et à la tromperie sur la marchandise. Toutefois il est apprécié des officiers car il a fondé un « syndicat », une sorte de coopérative autour du mess de la base (dont il prétend que chaque militaire a « une part » ou « une action », les deux mots se traduisant en anglais par le mot « share »). Le mess de la base ne manque de rien (œufs frais tous les matins, milk-shakes et ice cream sodas, etc.). Milo Minderbinder est connu dans divers pays comme un grand personnage (Milo Pacha en Turquie, Raïs Milo en Égypte, etc.) et décoré d'une multitude de médailles honorifiques, traitant d'égal à égal avec les dirigeants des pays riverains de la Méditerranée. Il n'hésite pas à trafiquer la morphine (volée dans les trousses de première urgence des bombardiers de l'escadrille) et, pour se lancer en grand dans la profitable confection de milk shakes et d'ice cream sodas bien mousseux, il vole carrément toutes les cartouches de CO2 servant au gonflage des gilets de sauvetage (type Mae West), les remplaçant par un petit tract publicitaire qui proclame que : « Ce qui est bon pour M&M Enterprises est bon pour la nation » (il s'agit de la parodie mot pour mot d'une déclaration très célèbre du PDG de General Motors devant une commission d'enquête anti-trusts du sénat américain, s'inquiétant d'un possible conflit d'intérêts, alors même que le PDG en question, Charles Erwin Wilson, qui allait être nommé ministre de la Défense n'avait pas eu la décence de revendre ses actions de la GM[2]). Allant toujours plus loin dans l'exploitation capitaliste de l'horreur guerrière, il finit par s'entendre carrément avec les allemands. Ceux-ci laissent bombarder impunément la ville d'Orvieto, mais en échange, Milo fait bombarder sa propre base de Pianosa par les B25 de son escadrille, tuant nombre de soldats américains. Il est traduit en cour martiale pour trahison et intelligence avec l'ennemi, mais recrute un avocat de haut vol (très grassement payé) et finalement est absous quand son avocat dévoile devant une commission d'enquête les bénéfices (astronomiques) de M&M Entreprises.

Dans son roman Closing Time (« On ferme ») paru en 1993, qui est une sorte de suite tardive et nostalgique de Catch 22, Heller réutilisera le personnage de Milo Minderbinder. Celui-ci est devenu le PDG d'une multinationale tentaculaire, avec des intérêts dans la promotion immobilière, l'import-export, mais surtout les armes de guerre. Il est à tu et à toi avec tous les dirigeants et les financiers du complexe militaro-industriel américain et essaie d'imposer à l'US Air Force l'achat d'un mirifique et fumeux « bombardier-furtif-tactique-et-stratégique-de-première-et-de seconde-frappe » qui n'est encore qu'un croquis d'artiste réalisé par le fils de Yossarian.

## L'expression
Dans le cas du livre il s'agit de « comprendre l'article 22 » (d'où son titre). Le succès de ce roman fut tel que son titre est entré dans le langage courant anglais et désigne aujourd'hui une situation perdant-perdant (inextricable), ou, par extension, une situation kafkaïenne ou encore de double contrainte. Ainsi par exemple pour un chômeur qui postule à un emploi où on demande une personne ayant une expérience professionnelle, il est impossible d'avoir l'emploi s'il n'a pas déjà travaillé et impossible d'avoir une quelconque expérience professionnelle s'il n'a pas l'emploi.

## L'île de Pianosa
Joseph Heller, qui effectua soixante missions de combat comme mitrailleur de B25 sur le théâtre d'opérations méditerranéen, a situé son roman sur la petite île toscane de Pianosa, entre la Corse et l'Italie et précisé qu'il s'agit d'une licence littéraire. Cette île plate et minuscule, qui abrita une prison de détenus politiques sous Mussolini puis servit de pénitencier pour mafiosi est bien trop exiguë pour y caser une base aérienne avec ses services logistiques.
En fait l'aviation américaine utilisa, après 1943 et l'armistice de Cassibile, cinq grands terrains d'aviation sur la plaine orientale de la Corse (que les aviateurs avaient baptisée « porte-avions USS Corsica ») étagés entre Borgo (l'actuel aéroport de Bastia-Poretta d'où Saint-Exupéry décolla pour son dernier vol) au nord et Solenzara - Ventiseri au sud (base militaire encore en activité). Les épaves d'avions américains sont nombreuses sur les fonds sableux du rivage oriental de la Corse et on peut visiter en plongée un B25 semblable à ceux du roman de Heller, quasiment intact par vingt mètres de fond au large du phare d'Alistro.

## Réception
Le roman a été interdit aux États-Unis par le conseil scolaire de la ville de Strongville, qui refusait qu'il serve de support d'enseignement de la langue anglaise dans le cycle secondaire. L'interdiction lancée en 1972 a perduré jusqu'à l'issue du procès Minarcini c. Strongsville en 1976.

## Adaptations
- Il est adapté au cinéma par Mike Nichols, en 1970, avec notamment Alan Arkin dans le rôle principal. La mini-série Catch 22 est diffusée sur Hulu en 2019.
- L'épisode 17 de la saison 3 de la série Lost : Les Disparus, dans sa version originale, porte le titre du roman en référence à celui-ci.